# Ruin Point
Der Ruin Point (englisch; polnisch Przylądek Ruin) ist eine felsige Landspitze an der nordöstlichen Küste von Nelson Island im Archipel der Südlichen Shetlandinseln. Sie bildet die östliche Begrenzung der Einfahrt zur Edgell Bay.
Polnische Wissenschaftler benannten sie 1984 deskriptiv. Namensgebend sind die auf der Landspitze aufragenden Basaltpfeiler, die in ihrer Gesamtheit an eine Ruine erinnern.